# Catocala flava
Catocala flava är en fjärilsart som beskrevs av Arnold Spuler. Catocala flava ingår i släktet Catocala och familjen nattflyn. Inga underarter finns listade i Catalogue of Life.